# Termitorioxa timorensis
Termitorioxa timorensis är en tvåvingeart som beskrevs av Hardy 1986. Termitorioxa timorensis ingår i släktet Termitorioxa och familjen borrflugor. Inga underarter finns listade i Catalogue of Life.